# دارستان (سیرجان)
دارستان روستایی در دهستان ملک‌آباد بخش گلستان شهرستان سیرجان استان کرمان ایران است.

## جمعیت
بر پایه سرشماری عمومی نفوس و مسکن در سال ۱۳۹۵ جمعیت این مکان ۱٬۸۱۰ نفر (۴۹۳خانوار) بوده‌است.